# Sonata per pianoforte in Mi bemolle minore (Skrjabin)
La Sonata per pianoforte in Mi bemolle minore, WoO19, è un'opera scritta da Aleksandr Nikolaevič Skrjabin nel 1887–89. Fu pubblicata nel 1986 con il secondo movimento incompiuto, terminato da qualcun altro. Il primo movimento fu rivisto come Op. 4, il terzo fu pubblicato per la prima volta nel 1947 come Presto.

## Struttura
La sonata è articolata in tre movimenti:
1. Allegro appassionato, revisionato come Op. 4
2. Andantino, mai terminato dal compositore ed ultimato da altri
3. Presto, pubblicato per la prima volta separatamente nel 1947 come Presto

## Incisioni
- Settembre 1968 e aprile 1970 – Roberto Szidon, Piano Sonata in E flat minor, WoO 19, Deutsche Grammophon 477049, Germania, [2]